# Acripeza

Acripeza - afdruk - Iconographia Zoologica - Bijzondere Collecties van de Universiteit van Amsterdam

Acripeza is een geslacht van rechtvleugeligen uit de familie sabelsprinkhanen (Tettigoniidae). De wetenschappelijke naam van dit geslacht is voor het eerst geldig gepubliceerd in 1832 door Guérin-Méneville.

## Soorten
Het geslacht Acripeza  is monotypisch en omvat slechts de volgende soort:
- Acripeza reticulata (Guérin-Méneville, 1832)